# Medicina Plinii
Medicina Plinii  é uma compilação compilação anónima em latim de tratamentos médicos, que data do início do século IV d.C.. O compilador, dizendo que fala a partir da sua experiência, apresenta o trabalho como um compacto recurso para os viajantes para lidar com vendedores ambulantes que vendem medicamentos inúteis a preços exorbitantes ou com aqueles que nada sabem interessados apenas no lucro. O material é apresentado em três livros, na ordem convencional de a capite ad calcem ("da cabeça aos pés", o equivalente à expressão em português), o primeiro relativo aos tratamentos relativos à cabeça e garganta, o segundo relativo ao tronco e às extremidades inferiores, e o terceira às doenças sistémicas, doenças de pele, e venenos.
O livro contém mais de 1100 receitas farmacológicas, a grande maioria da Historia naturalis de Plínio, o velho. Outras fontes incluem Celso, Scribonius Largus, e Dioscórides. A maioria das receitas contêm um número limitado de ingredientes, e em contraste com mais amplas e completas coleções como a De medicamentis liber de Marcelo Empiricus, medições precisas em drachmae, denários ou outras unidades são especificadas para apenas algumas formulações.
Talvez porque o nome de Plínio estava ligado à obra, esta alcançou grande popularidade e influência, com muitas versões manuscritas da Idade Média. Foi muitas vezes usado como um manual em enfermarias de mosteiros.

A coleção também é conhecido como Medicina Plinii Secundi ou Plinii valeriani, e a sua autoria por vezes mencionada como "Pseudo-Plínio." Foi uma importante fonte para o Physica Plinii, uma compilação médica dos séculos V e VI.